# Tacna (tỉnh)
Tỉnh Candarave (tiếng Tây Ban Nha: Provincia de Candarave) là một tỉnh thuộc vùng Tacna của Peru. Tỉnh Candarave có diện tích 2261 km², dân số thời điểm theo điều tra dân số ngày 11 tháng 7 năm 1993 là 9238 người. Tỉnh lỵ đóng ở Candarave.